# Miguel Oviedo

Miguel Ángel Oviedo (Córdoba, 1950. október 12. –) világbajnok argentin válogatott labdarúgó. 
Az argentin válogatott tagjaként részt vett az 1978-as világbajnokságon.

## Pályafutása
Oviedo az egész klubkarrierjét az argentin élvonalban töltötte, ahol 1973-ban az Instituto csapatában mutatkozott be. 1974-ben aláírta az Instituto városi riválisához, a Talleres de Córdobához. Abban az időben a klub meghatározó csapata volt a bajnokságnak, de 1977-ben elveszítették az Independiente elleni bajnoki döntőt. Oviedo végül átigazolt az avellanedi klubhoz, amellyel 1983-ban megnyerte a Metropolitanót, amelyet 1964 és 1984 között írtak ki a bajnokság részeként Argentínában. A következő évben csapatával megnyerte a kontinens legrangosabb klubtornáját, a Copa Libertadorest. 1986-ban visszatért a Talleresbe, majd a Deportivo Armenio és a Los Andes csapatának játékosa volt. Innen, a harmadosztályban játszva vonul vissza az aktív játéktól 1993-ban.

## Sikerei, díjai
Independiente
- Argentin bajnok (1): 1983 Metropolitano
- Copa Libertadores (1): 1984

Argentína
- Világbajnok (1): 1978

## Külső hivatkozások
- Miguel Oviedo – a FIFA adatbázisában
- Miguel Oviedo a National-football-teams.com oldalon